# Colin Renfrew
Andrew Colin Renfrew (Stockton-on-Tees, 25 de julho de 1937 – Cambridge, 24 de novembro de 2024) foi um arqueólogo britânico. Seu nome é relacionado à hipótese anatólica sobre a Urheimat (pátria originária) dos Indo-europeus (Teoria da continuidade), segundo a qual os proto-indo-europeus teriam surgido entre o sétimo e o sexto milênio a.C. em Anatólia e dali se teriam espalhado, por irradiação cultural, não por migração física,  para Europa, difundindo as conquistas da Revolução agro-pecuária do Neolítico. A hipótese de Renfrew opõe-se à hipótese Kurgan.

## Biografia
Após ter estudado em St Albans (Hertfordshire), entre 1956 e 1958 prestou serviço militar na Royal Air Force. Uma vez licenciado, assistiu a cursos de Arqueologia e de Antropologia no St John's College da Universidade de Cambridge, na qual se graduou em 1961. Em 1965 defendeu a sua tese de doutoramento: Neolithic and Bronze Age cultures of the Cyclades and their external relations ("As culturas neolíticas e da Idade do Bronze das ilhas Cíclades e as suas relações externas").
Desde 1965 foi investigador adscrito ao departamento de Pré-História e Arqueologia da Universidade de Sheffield. Entre 1968 e 1970 dirigiu escavações arqueológicas em Sitagroi, Grécia. Em 1972 obteve a cátedra de Arqueologia na Universidade de Southampton, passando a dirigir escavações nas ilhas Orcadas (Grã-Bretanha) e em Milos. Voltou para Sitagroi, onde trabalhou com Marija Gimbutas.
Em 1981 foi chamado pela Universidade de Cambridge, na qual ensinou Arqueologia ate à sua jubilação (2001). Em 1990 tornou-se diretor do Instituto de Investigação Arqueológica "McDonald". De 2004 é presidente do Managing Council for the British School em Atenas.

## Morte
Renfrew morreu no dia 24 de novembro de 2024, aos 87 anos.

## Distinções
- Em 1991 foi nomeado "barão de Kaimsthorn", no distrito de Renfrew (Escócia).
- Prêmio Balzan, em 2004, pelo seu trabalho em Arqueologia.

## Obras
- The Emergence of Civilization: The Cyclades and the Aegean in The Third Millennium BC, Londres. 1972.
- Before Civilisation, the Radiocarbon Revolution and Prehistoric Europe, Pimlico, Londres. 1973. ISBN 0-7126-6593-5
- An Island Polity, the Archaeology of Exploitation in Melos, com Malcolm Wagstaff (ed.), Cambridge University Press, Cambridge 1982.
- The Archaeology of Cult, the Sanctuary at Phylakopi (ed.), British School at Athens and Thames & Hudson, Londres. 1985.
- Archaeology and Language: The Puzzle of Indo-European Origins, Pimlico, Londres. 1987. ISBN 0-7126-6612-5
- Archaeology: Theories, Methods and Practice, com Paul Bahn, Thames e Hudson, Londres 1991. ISBN 0-500-28147-5
- Loot, Legitimacy and Ownership: The Ethical Crisis in Archaeology, Duckworth, Londres. 2000. ISBN 0-7156-3034-2
- Figuring It Out: The Parallel Visions of Artists and Archaeologists, Thames and Hudson, Londres. 2003. ISBN 0-500-05114-3
- Prehistoric Sitagroi : excavations in northeast Greece, 1968-1970, com Marija Gimbutas e Ernestine S. Elster (ed.), Cotsen Institute of Archaeology, University of California, Los Angeles, 1986-2003.